# Salignac-Eyvigues
Salignac-Eyvigues is een gemeente in het Franse departement Dordogne (regio Nouvelle-Aquitaine). De plaats maakt deel uit van het arrondissement Sarlat-la-Canéda. Salignac-Eyvigues telde op 1 januari 2022 1.184 inwoners.

## Geografie
De oppervlakte van Salignac-Eyvigues bedraagt 43,48 km², de bevolkingsdichtheid is 27 inwoners per km² (per 1 januari 2019).
De onderstaande kaart toont de ligging van Salignac-Eyvigues met de belangrijkste infrastructuur en aangrenzende gemeenten.

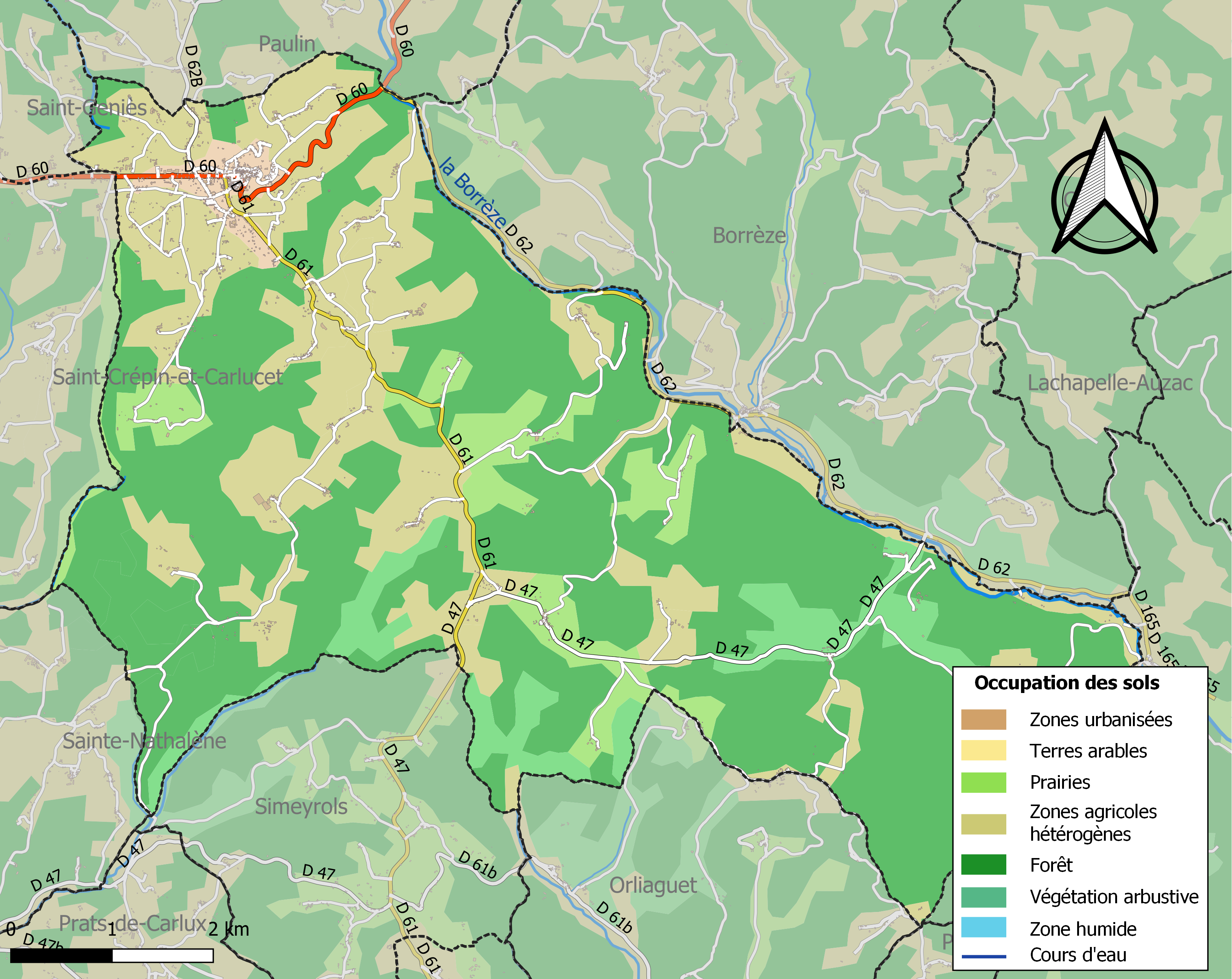

## Demografie
Onderstaande figuur toont het verloop van het inwonertal (bron: INSEE-tellingen).

## Bezienswaardigheden
- Kasteel van Salignac